# Mjölö, Helsingfors
Mjölö (finska: Isosaari) är en ö i Finland.   Den ligger i landskapet Nyland, i den södra delen av landet, 10 km sydost om huvudstaden Helsingfors i Utöarna. Arean är 0,92 kvadratkilometer.
Mjölö har fungerat som landmärke för sjöfarare och varit bas för fiskare sedan 1600-talet. Den befästes under den ryska tiden i samband med utvidgningen av Sveaborg på 1800-talet och stängdes för allmänheten. Ön användes som fångläger efter inbördeskriget och som förläggning för värnpliktiga in på 2000-talet.

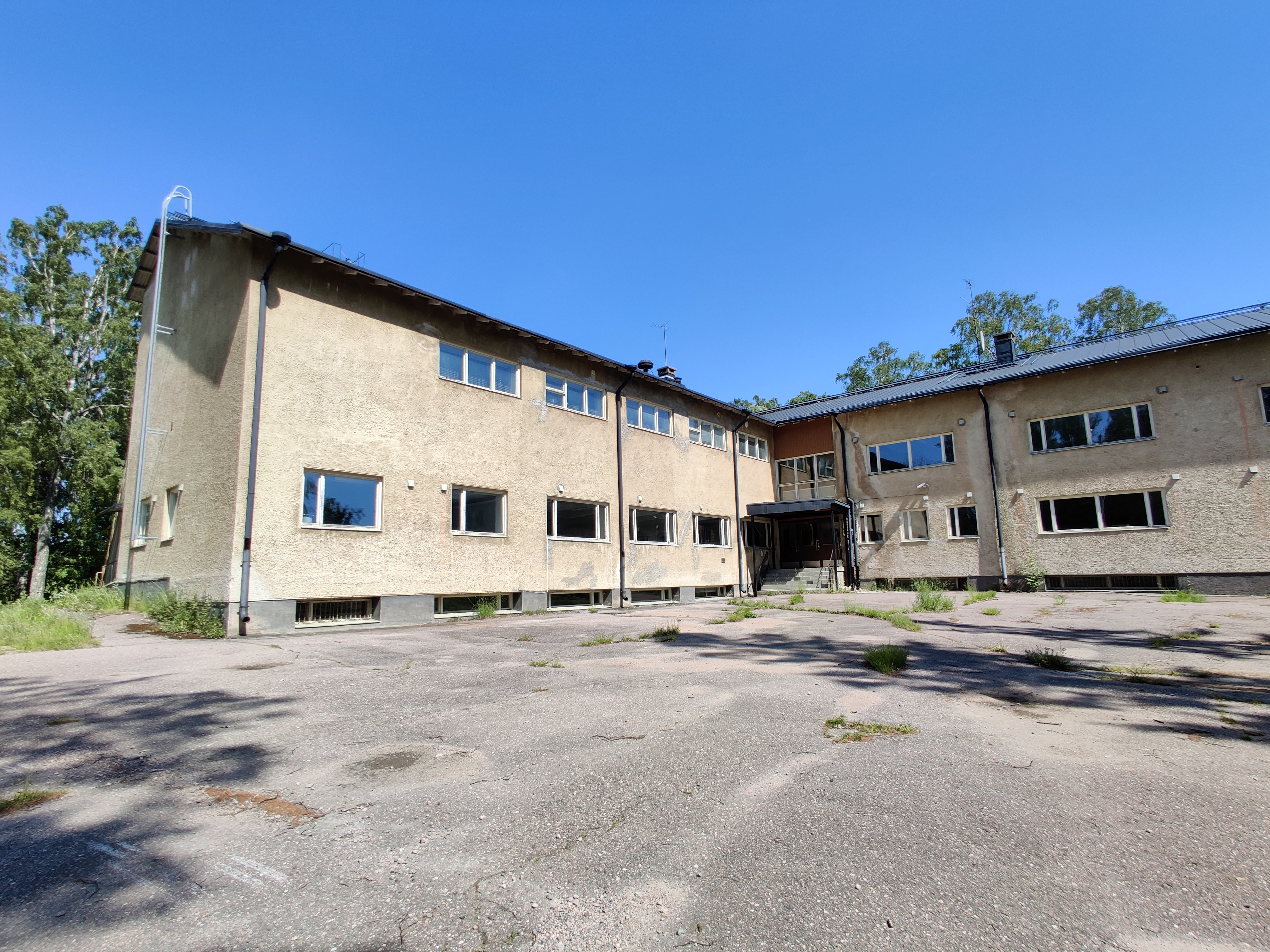
Militärförläggningen.

Försvarsmakten lade ned verksamheten  på Mjölö år 2011 och sedan år 2017 kan ön besökas med båt från Salutorget i Helsingfors.
Det finns tre allmänna bastuar, en tältplats, picknickställen och en 9-håls golfbana på ön. Den gamla 
officersmässen har byggts om till restaurang.